# Карликовая косатка
Карликовая косатка, или фереза (лат. Feresa attenuata), — малоизученный и редко наблюдаемый вид зубатых китов из семейства дельфиновых (дельфинов), единственный в роде карликовых косаток (Feresa). Получил своё народное название из-за сходства с косаткой по некоторым своим внешним особенностям, хотя и не состоит с ней в близком родстве. Несмотря на то, что карликовые косатки известны своей чрезвычайной агрессивностью в неволе, такое поведение не наблюдалось в дикой природе. 
Этот вид был описан британским зоологом Джоном Эдуардом Греем в 1874 году по двум черепам, идентифицированным в 1827 и 1874 годах. До 1952 года он оставался фактически утерянным для науки и был впервые подробно изучен только в 1954 году японским цетологом Мунесато Ямадой. 

## Описание

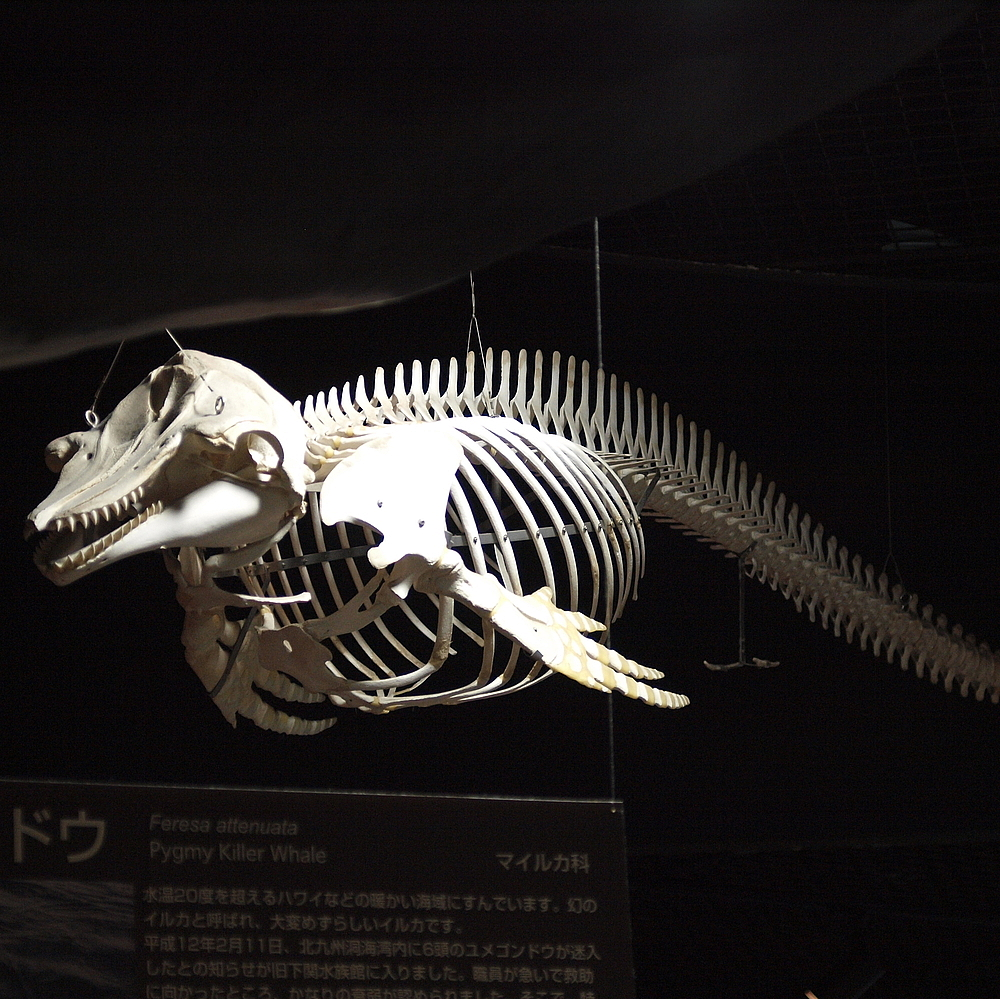
Скелет карликовой косатки

Окраска тела карликовый косатки варьирует от тёмно-серого цвета до чёрного сверху и резко меняется на светло-серый по бокам. Губы и конец головы беловатые, на брюхе впереди анального отверстия есть вытянутое ярко-белое пятно, которое сильно варьирует в своей форме. Гениталии окружены розовато-белой кожей. 
Голова имеет закруглённую форму, клюв на ней отсутствует. Новорожденные карликовые косатки достигают около 80 см в длину. Средняя длина взрослого животного составляет чуть более 2 м, максимальная — 2,6 м. Когда самцы достигают 2 м в длину, они считаются половозрелыми; размеры самок несколько меньше. Масса может достигать до 225 кг. В верхней челюсти от 8 до 12 пар зубов, в то время как в нижней — от 10 до 13.
Рацион карликовых косаток в основном состоит из кальмаров, осьминогов и крупных рыб, таких как тунец и большая корифена.
Перемещаются со скоростью примерно в 3 км/ч. Встречаются преимущественно в более глубоких водах, чем родственные виды, на глубине от 500 м до 2000 м.
Карликовых косаток чаще всего путают с бесклювыми дельфинами и малыми косатками. Например, в 2003 году у берегов Эквадора была замечена стая мелких китообразных, первоначально идентифицированных как карликовые косатки. Однако дальнейшее изучение этого вопроса показало, что стая состояла либо как из карликовых, так и из малых косаток, либо исключительно из малых косаток. Эти три вида можно отличить по физиологическим различиям между ними. Одно из определяющих различий заключается в том, что, хотя у обоих видов есть беловатый цвет около губ, у карликовых косаток он распространяется обратно на морду. Кроме того, спинные плавники карликовых косаток обладают закруглёнными кончиками, а не заострёнными. По сравнению с малыми косатками, у карликовых косаток спинной плавник больше. Наконец, у карликовых косаток имеется более чётко очерченная линия, где тёмный цвет спины меняется на более светлый цвет боков, чем у любого из двух других видов. 
Различия в поведении также можно использовать для дифференциации карликовых косаток от малых косаток. Карликовые косатки обычно медленно передвигаются на поверхности воды, тогда как малые косатки очень энергичны. Карликовые косатки редко ездят на волнах, но это обычное явление для малых косаток.
Небольшой размер этого вида также вызывает путаницу с другими дельфинами, особенно там, где форма лобной части головы встреченного животного остаётся невидимой. В отличие от бесклювого дельфина, карликовые косатки обычно не поднимают всю морду над водой, когда всплывают, чтобы подышать, поэтому нелегко подтвердить отсутствие клюва. Кроме того, в спокойных водах небольшая волна от морды, возникающая перед ней, издалека выглядит как клюв.

## Популяция и распространение

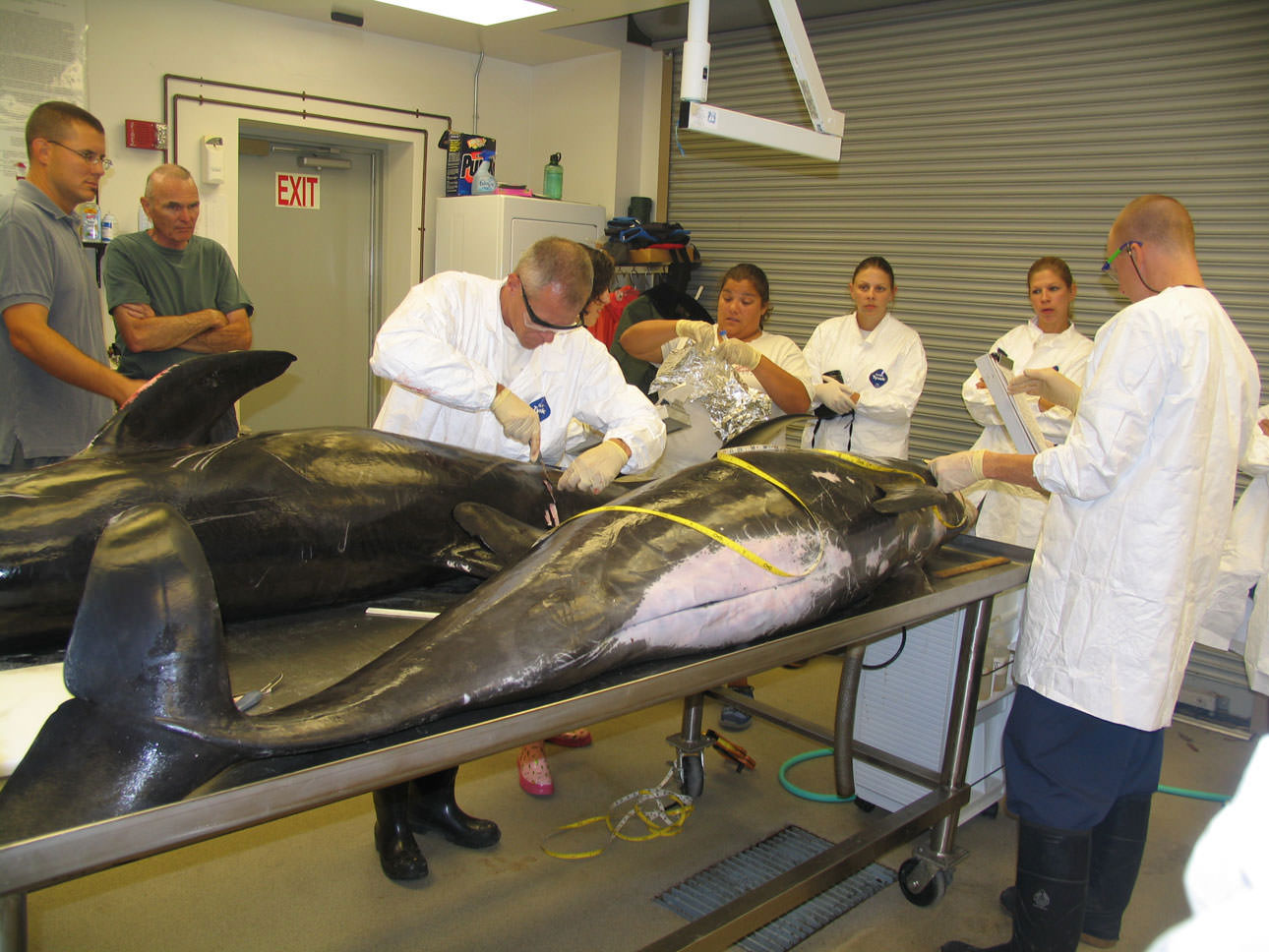
Некроскопия тел двух карликовых косаток

Карликовые косатки наблюдались группами от 4 до 30 или более особей. В соответствии с единственной оценкой популяции вида, 38 900 особей карликовых косаток проживают в восточной части тропического Тихого океана; однако у этой оценки присутствует большой коэффициент вариации, т. е. истинный размер популяции может быть намного меньше или, напротив, намного больше.
Вид широко распространён в тропических и субтропических водах по всему миру. Его представителей регулярно замечают у берегов Гавайев и Японии. Появление в прилове предполагает круглогодичное присутствие карликовых косаток в Индийском океане, недалеко от Шри-Ланки и Малых Антильских островов. Этот вид также был обнаружен в юго-западной части Индийского океана, во Французских Южных и Антарктических территориях у берегов острова Европа, Мозамбика и Южной Африки, но ещё не зарегистрирован у Восточной Африки. В Атлантическом океане карликовые косатки наблюдались на севере, вплоть до Южной Каролины на западе и Сенегала на востоке. Эти дельфины был замечены вдоль побережья Южной Америки и на севере до Мексиканского залива, где они размножаются в течение весеннего сезона.
Постоянная популяция карликовых косаток обитает в водах вокруг Гавайских островов. Большинство наблюдений происходило вокруг острова Гавайи, однако животные наблюдались и вокруг нескольких других островов. Популяция имеет прочно связанную социальную структуру с привязанностью между особями, которая может продолжаться до 15 лет. Тем не менее, возле Гавайев  карликовые косатки встречаются довольно редко; на их долю приходилось менее 1,5% всех китообразных, зафиксированных во время исследования, продолжавшегося с 1985 по 2007 год. Было замечено, что эта популяция пересекается с малыми косатками, короткоплавниковыми гриндами и афалинами.

## Ранние наблюдения
До 1950-х годов карликовые косатки оставались известными только по двум черепам, идентифицированным в 1827 и 1874 годах. В 1952 году особь этого вида была поймана и убита в Тайдзи, японском рыбацком посёлке, где проводится ежегодная охота на дельфинов. Шесть лет спустя, в 1958 году, у берегов Сенегала была убита ещё одна особь. В 1963 году карликовые косатки были зарегистрированы дважды: в Японии, где 14 особей заключили в неволю, в результате все животные погибли в течение 22 дней, и у берегов Гавайев, где поймали и успешно доставили в неволю одно животное. В 1967 году карликовая косатка погибла у побережья Коста-Рики, запутавшись в кошельковом неводе. В 1969 году у берегов Сент-Винсента гарпуном была убита карликовая косатка; в том же году удалось зарегистрировать группу особей в Индийском океане.